# The Ocean Blue
I The Ocean Blue sono un gruppo musicale strumentale statunitense, formatosi ad Hershey (Pennsylvania) nel 1986. Il loro stile combina l'indie pop e il dream pop.

## Formazione

### Formazione attuale
- David Schelzel - voce, chitarra (1986-oggi)
- Bobby Mittan - basso (1986-oggi)
- Oed Ronne - chitarra, tastiere, voce (1993–oggi)
- Peter Anderson - batteria (2000–oggi)

### Ex componenti
- Rob Minnig - batteria, voce (1987–2001)
- Steve Lau - tastiere, sassofono (1986–1994)
- Scott Stouffer - batteria (1986–1987)

## Discografia
- 1989 - The Ocean Blue (Sire)
- 1991 - Cerulean (Sire)
- 1993 - Beneath the Rhythm & Sound (Sire)
- 1996 - See (Polygram)
- 1999 - Davy Jones' Locker (March Records)
- 2013 - Ultramarine (Korda Records)